# Гейрот, Александр Александрович
Александр Александрович Гейрот (1882—1947) — русский советский художник, актёр театра и кино.

## Биография
Родился в Петербурге 8 (20) февраля 1882 года. Мать — Александра Фёдоровна Гейрот, урождённая Руднева, сестра В. Ф. Руднева. Внук А. Ф. Гейрота.
Окончил Николаевский кадетский корпус (1903), учился в школе живописи.
В 1904 году, после смерти матери уехал в Париж, где продолжил художественное образование. Был членом общества «Независимых» в Париже.
После Парижа переехал во Флоренцию, где жил на средства от продажи своих картин.
Вернувшись в Россию, Гейрот по приглашению Николая Евреинова поступил актёром в «Старинный театр» (1911—1912).
В 1913 году Константин Станиславский пригласил его в МХТ и в 1-ю Студию. Дебютировал Гейрот на сцене Художественного театра во второстепенной роли рассказчика Антона Лаврентьевича в спектакле «Николай Ставрогин» по Ф. М. Достоевскому (1913). В 1-й Студии сыграл Бира в «Потопе» (Г. Бергера).
Помимо работы в Художественном театре, Гейрот организовал собственную студию, играл в Камерном театре, в Армянской студии, в Шаляпинской студии. Донос на его антисоветские высказывания при учениках послужил причиной ухода Гейрота из театра в 1935 году.
В 1914—1936 годах снимался в кино.
Умер в Москве 8 февраля 1947 года. Похоронен на Ваганьковском кладбище (14 уч.).

## Личная жизнь
Был женат 5 раз:
- 1-м браком на Марии Владимировне Дьяковской[фин.]
  - сын — Алгар Рюрик Александр фон Хейрот[фин.]
- 2-м — на Евгении Владимировне Марк
  - дочь — Наталья Александровна Гейрот (в браке Володина)
- 3-м — на Лидии Дмитриевне Дьяковой
- 4-м — на Екатерине Петровне Чабровой
- 5-м — на Любови Федоровне Шпрингер

## Звание и награды
- Заслуженный артист РСФСР (1933).

## Роли в театре

### В МХТ
- 1913 — «Николай Ставрогин» (по Ф. М. Достоевскому) — Антон Лаврентьевич
- 1913 — «Хозяйка гостиницы» (К. Гольдони) — Фабрицио, позже — граф д’Альбафьорит
- 1915 — «Моцарт и Сальери» (А. С. Пушкин) — Моцарт
- 1916 — «На дне» (М. Горький) — Барон

### В Первой студии и МХАТе Втором
- 1929 — «Человек, который смеётся» по В. Гюго — Урсус
- 1930 — «Пётр I» А. Н. Толстого — Брюс
- 1932 — «Униженные и оскорблённые» по Ф. М. Достоевскому — князь Валконский
- 1932 — «Неблагодарная роль» А. М. Файко — Антоша Пустой
- 1932 — «Земля и небо» Братья Тур — астроном фон Дризен
- 1933 — «Суд» В. М. Киршона — Зольдтке
- 1934 — «Часовщик и курица» И. А. Кочергина — граф Лундышев

### В МХАТ СССР им. М. Горького
- 1937 — «Анна Каренина» по роману Л. Н. Толстого — Дипломат
- 1938 — «Горе от ума» А. С. Грибоедов — Господин D, Репетилов
- 1939 — «Тартюф» Мольера — Клеант
- «Воскресение» по Л. Н. Толстому — председатель суда
- «Таланты и поклонники А. Н. Островский — князь Дулебов
- 1942 — «Кремлёвские куранты» Н. Ф. Погодина — скептик

### Фильмография
- 1914 — Симфония любви и смерти
- 1916 — Дикая сила — Гуго Валевский
- 1916 — Цветы запоздалые — Егорушка
- 1917 — Рокамболь — Рокамболь
- 1925 — Его призыв — кандидат на престол
- 1925 — Медвежья свадьба — пастор Виттенбах
- 1926 — Последний выстрел — ротмистр Власов
- 1927 — Солистка его величества — Сергей Михайлович, великий князь
- 1932 — Дела и люди — Петров, инженер
- 1936 — Борцы (нем. Kämpfer)— дирижёр Клеберсбух (нет в титрах)
- 1936 — Юность поэта — эпизод (нет в титрах)